# Národní komunismus
Národní komunismus je varianta marxistického učení, která neuznává zásadní podíl internacionalismu při budování socialismu a vítězství komunistické revoluce. Sází naopak na národní komunistické hnutí s jeho lokálními specifiky, po uchopení moci takovým hnutím může režim jím budovaný nést i rysy nacionalismu. K pojmu národní komunismus se však jen výjimečně někdo přímo hlásil.
Jeho ideologické kořeny jsou v tzv. austromarxismu (Karl Kautsky, Viktor Adler aj.), v praxi vznikl národně-komunistický režim patrně jen pod vedením Jozipa Broze Tita v bývalé Jugoslávii (k jeho hlavním ideologům patřil Milovan Djilas či Moša Pijade). Jisté rysy budování specifického národního komunismu nesl i Caucescův režim v Rumunsku či režim Envera Hodži v Albánii.
Marx-leninisté podobné pokusy většinou označovali za "revizionismus" či "trockismus". Termín národní komunismus je pokusem vytvořit politicky korektní, bezpříznakové označení takto onálepkovaných režimů (či proudů), které se ve 20. století vzepřely moskevskému centru komunistické internacionály (v tomto obecném či publicistickém pojetí sem patří i pražské jaro 1968). Tyto režimy (či proudy) však samy sebe většinou označovaly za autenticky marxistické, socialistické či komunistické.
V užším smyslu se za národní komunismus označují strategie bolševických frakcí na území bývalého Sovětského svazu, které se po roce 1917 vzepřely Leninově koncepci, tedy především ukrajinská  a muslimská frakce .